# Eleição municipal de Nilópolis em 2024
A eleição municipal da cidade brasileira de Nilópolis em 2024 ocorreu no dia 6 de outubro (primeiro turno) com o objetivo de eleger um prefeito, um vice-prefeito e 12 vereadores responsáveis pela administração da cidade no mandato a se iniciar em 1° de janeiro de 2025 e com término em 31 de dezembro de 2028. Como o município não possui 200 mil eleitores, a disputa foi realizada em turno único. O prefeito titular era Abraãozinho David, do PL. Pela legislação eleitoral, Abraaãozinho esteve apto para disputar a reeleição.
No primeiro turno, realizado em 6 de outubro, Abraãozinho David, candidato pelo PL, foi reeleito com 51.598 votos (56,74% dos votos válidos), seguido de Rogério Ribeiro, candidato pelo MDB, que recebeu 37.185 votos (40,89%). Para a Câmara Municipal, Leandro Hungria, do PL, foi o candidato mais votado da cidade, com 4.782 votos (5,15% dos votos válidos).

## Calendário eleitoral
| Início        | Fim           | Atividades | Status    |
| ------------- | ------------- | --- | --------- |
| 7 de março    | 5 de abril    | Janela partidária para vereadores trocarem de partido visando concorrer às eleições sem perder o mandato. | Realizado |
| 6 de abril    | 6 de abril    | Data-limite para todas as legendas e federações partidárias obterem o registro dos estatutos no TSE e para todos os candidatos terem domicílio eleitoral na circunscrição em que desejam disputar as eleições com a filiação deferida pelo partido. | Realizado |
| 15 de maio    | 15 de maio    | Início da campanha de arrecadação prévia de recursos na modalidade de financiamento coletivo para pré-candidatos, sem realização de pedidos de voto e obedecendo a regras relativas à propaganda eleitoral na Internet.                             | Realizado |
| 20 de julho   | 5 de agosto   | Realização de convenções partidárias para deliberar sobre coligações e escolher candidatos às prefeituras e aos cargos de vereador. Os partidos têm até 15 de agosto para registrar os nomes na Justiça Eleitoral.                                  | Realizado |
| 16 de agosto  | 16 de agosto  | Início das campanhas eleitorais de forma igualitária, podendo qualquer publicidade ou manifestação com pedido explícito de voto antes da data ser considerada irregular e multada.                                                                  | Realizado |
| 30 de agosto  | 3 de outubro  | Veiculação da propaganda eleitoral gratuita no rádio e na televisão. | Realizado |
| 6 de outubro  | 6 de outubro  | Realização do primeiro turno das eleições municipais. | Realizado |
| 11 de outubro | 25 de outubro | Veiculação da propaganda eleitoral gratuita no rádio e na televisão para o segundo turno. | Realizado |
| 27 de outubro | 27 de outubro | Realização de um eventual segundo turno nas cidades com mais de 200 mil eleitores em que o candidato a prefeito mais votado não tenha atingido a metade mais um dos votos válidos.                                                                  | Realizado |

## Candidatos a Prefeito de Nilópolis
| Nº | Prefeito  | Prefeito          | Prefeito            | Prefeito                                                                     | Vice-prefeito | Vice-prefeito | Vice-prefeito  | Vice-prefeito       | Vice-prefeito                           | Coligação                                                                         | Ref.        |
| Nº | Candidato | Candidato         | Partido Federação   | Cargos relevantes                                                            | Candidato     | Candidato     | Candidato      | Partido Federação   | Cargos relevantes                       | Coligação                                                                         | Ref.        |
| -- | --------- | ----------------- | ------------------- | ---------------------------------------------------------------------------- | ------------- | ------------- | -------------- | ------------------- | --------------------------------------- | --------------------------------------------------------------------------------- | ----------- |
| 15 |           | Rogério Ribeiro   | MDB                 | - Empresário                                                                 |               |               | Saulo Sessim   | Solidariedade       | - Médico                                | A Esperança de Nilópolis, A Renovação Começou! MDB, Solidariedade, PDT, PRD e PSB | [ 7 ]       |
| 22 |           | Abraãozinho David | PL                  | - Vereador de Nilópolis (2005–2020); - Prefeito de Nilópolis (2021–presente) |               |               | Alvinho        | PP                  | - Vereador de Nilópolis (2021–presente) | O Trabalho Não Pode Parar PL, Republicanos, Avante, PP e UNIÃO                    | [ 8 ] [ 9 ] |
| 50 |           | Marcus Lopes      | PSOL Fed. PSOL REDE | - Sociólogo e ambientalista; - Ator e diretor                                |               |               | Nildo Faustino | PSOL Fed. PSOL REDE | - Jornalista e redator                  | Sem coligação                                                                     | [ 10 ]      |

## Resultado

### Prefeito
| Fonte: TSE              | Fonte: TSE              | Fonte: TSE                   | Fonte: TSE                          | Fonte: TSE                          |
| Candidato(a)            | Candidato(a)            | Vice                         | Primeiro turno 6 de outubro de 2024 | Primeiro turno 6 de outubro de 2024 |
| Candidato(a)            | Candidato(a)            | Vice                         | Votação                             | Votação                             |
| Candidato(a)            | Candidato(a)            | Vice                         | Total                               | Porcentagem                         |
| ----------------------- | ----------------------- | ---------------------------- | ----------------------------------- | ----------------------------------- |
|                         | Abraãozinho (PL)        | Alvinho (PP)                 | 51.598                              | 56,74%                              |
|                         | Rogerio Ribeiro (MDB)   | Saulo Sessim (Solidariedade) | 37.185                              | 40,89%                              |
|                         | Marcus Lopes (PSOL)     | Nildo Faustino (PSOL)        | 2.150                               | 2,36%                               |
| Total de votos válidos  | Total de votos válidos  | Total de votos válidos       | 90.933                              | 90,26%                              |
| → Votos brancos         | → Votos brancos         | → Votos brancos              | 3.487                               | 3,46%                               |
| → Votos nulos           | → Votos nulos           | → Votos nulos                | 6.327                               | 6,28%                               |
| Total de votos          | Total de votos          | Total de votos               | 100.747                             | 76,40%                              |
| → Abstenções            | → Abstenções            | → Abstenções                 | 31.129                              | 23,60%                              |
| Eleitores aptos a votar | Eleitores aptos a votar | Eleitores aptos a votar      | 131.876                             | 100%                                |